# Marcia Wallace
Marcia Karen Wallace (ur. 1 listopada 1942 w Creston, zm. 25 października 2013 w Los Angeles) – amerykańska aktorka komediowa.
Zmarła na raka.

## Filmografia

### Filmy
- 1979: The Castaways on Gilligan’s Island jako Myra Elliott
- 1989: Moja mama jest wilkołakiem jako Peggy
- 2004: Forever for Now jako Ellie
- 2008: Tru Loved jako pani Lewis

### Seriale
- 1964: Ożeniłem się z czarownicą jako Betty
- 1977: Statek miłości jako pani O' Roarke
- 1987: Pełna chata jako pani Carruthers
- 2001: Ach, ten Bush! jako Maggie Hawley

### Głosy
- 1989: Simpsonowie jako Edna Krabappel

## Nagrody i nominacje
Została dwukrotnie nominowana do nagrody Emmy czego jedną wygrała.